# Zelene, Nikopol
Zelene (în ucraineană Зелене) este un sat în comuna Loșkarivka din raionul Nikopol, regiunea Dnipropetrovsk, Ucraina.

## Demografie
Componența lingvistică a localității Zelene
     Ucraineană (97,62%)
     Rusă (2,38%)
Conform recensământului din 2001, majoritatea populației localității Zelene era vorbitoare de ucraineană (97,62%), existând în minoritate și vorbitori de rusă (2,38%).